# Дальняя (кимберлитовая трубка)
Кимберли́товая тру́бка «Да́льняя» — кимберлитовая трубка в Мирнинском районе Якутии. Трубка расположена на междуречье верховьев ручьёв Онхой-Юрях и Трапповый.

## История
Трубка была открыта в 1955 году при проведении шлихового опробования на пиропы. 

## Геология
По данным магнитной съёмки , трубка «Дальняя» — изометричное тело со слабо извилистым контуром. Размер трубки 300×340 м.
Большую часть трубки слагают кимберлитовые брекчии. В северной и юго-восточной частях трубки вскрываются коричневато-серые плотные кимберлиты, возможно, магматического типа. Центральную часть трубки слагают чёрные плотные менее изменённые кимберлиты базальтового облика.
Кимберлитовая брекчия — плотная, массивная порода, местами разрушена до щебенчатого и даже землистого облика. Порода окрашена в бледный серо-голубоватый цвет. В тех участках, где кимберлит значительно разрушен, он окрашен гидроокислами железа в буроватый цвет. Кимберлит в основном состоит из обломков карбонатных пород и связующей массы. Последняя заключает многочисленные бледно-буроватые псевдоморфозы серпентина по оливину и округлые кристаллы ильменита. Зёрна ильменита достигают 5 см. Количество его настолько значительно, что концентрат кимберлита состоит почти из одного ильменита. В редких случаях наблюдаются остатки незамещённого оливина. Пироп и особенно слюда в кимберлите редки. Пироп округлой формы, чаще окружён чёрной или буроватой келифитовой каймой.
Ксенолиты представлены карбонатными породами. Включения пород метаморфического комплекса редки. Обычно они значительно разрушены и замещены кальцитом. Форма ксенолитов округлая, реже угловатая, но со сглаженными углами. Размер обломков варьирует от микроскопических до нескольких десятков сантиметров, но последние редки.
Плотные кимберлиты базальтового облика более монолитны, состоят из тёмно-серой, реже чёрной или буроватой связующей массы с буроватыми и буро-зеленоватыми псевдоморфозами по оливину. Последний часто наблюдается в реликтах. Количество оливина в породе непостоянно. В некоторых местах он образует скопления, в других его настолько мало, что кимберлит имеет вид однородной тонкозернистой породы. В связующей массе, кроме оливина, наблюдаются многочисленные округлые кристаллы ильменита. В более сохранившихся кимберлитах чёрного цвета наблюдаются также единичные мелкие ярко-зелёные зёрна пироксена.
Ксенолиты метаморфических пород в кимберлитах базальтового облика большая редкость, а обломки карбонатных пород отсутствуют полностью. Обычно они интенсивно серпентинизированы и нередко можно наблюдать, что на месте ксенолита остаются только чешуйки слюды или единичные кристаллы гранатов. Включения по составу в целом отвечают комплексу метаморфических пород из трубки «Удачная».
Вторичные процессы проявились в лимонитизации, кальцитизации и серпентинизации кимберлита. Кальцит в основном развит в кимберлите брекчиевидного типа и незначительно в магматическом кимберлите. Чаще он наблюдается в виде жилок, корочек на стенках трещин и замещает включения метаморфических пород.
Серпентин не только выполняет псевдоморфозы по оливину, но также развивается в виде жилок, желваков и часто замещает ксенолиты.
Такой распространённый в других трубках минерал, как магнетит, встречен здесь только один раз в разновидности магматического кимберлита типа пикритового порфирита.

## Топографические карты
Лист карты Q-49-XVII,XVIII Удачный. Масштаб: 1 : 200 000. Указать дату выпуска/состояния местности.